# Sérgio Conceição (geboren 1996)
Sérgio Manuel Fernandes da Conceição (Porto, 12 november 1996) is een Portugees voetballer die sinds 2022 uitkomt voor RFC Seraing.

## Carrière
Conceição ondertekende in juni 2022 een eenjarig contract bij de Belgische eersteklasser RFC Seraing.

## Privé
Conceição is de zoon van ex-voetballer en huidig voetbaltrainer Sérgio Conceição. Ook zijn jongere broers Rodrigo, Francisco en Moisés zijn voetballers.
1 Galjé ·
2 Sylla ·
4 Tshibuabua ·
6 Cachbach ·
8 Kilota ·
9 Elisor ·
10 Marius ·
11 Abanda ·
12 Bernier ·
14 Guillaume ·
15 Lahssaini ·
16 Martin ·
18 Poaty ·
20 Ba ·
21 Sambu ·
23 Lepoint ·
30 Dietsch ·
34 Trémoulet ·
35 Conceição ·
40 Opare ·
52 Serwy ·
53 D'Onofrio ·
61 Silini ·
67 Renzulli ·
70 Solheid ·
Coach: Jeunechamps